# Lepyrotica diluticornis
Lepyrotica diluticornis är en fjärilsart som beskrevs av Walsingham 1897. Lepyrotica diluticornis ingår i släktet Lepyrotica och familjen äkta malar. Inga underarter finns listade i Catalogue of Life.